# Yordan Minev
Yordan Minev (en bulgare : Йордан Минев), né le 15 octobre 1980 à Pazardjik en Bulgarie, est un footballeur international bulgare, qui évolue au poste de défenseur.
Son frère jumeau Veselin Minev est également joueur de football.

## Biographie

### Carrière en club
Yordan Minev dispute 19 matchs en Ligue des champions, pour un but inscrit, et 20 matchs en Ligue Europa.

### Carrière internationale
Yordan Minev compte 24 sélections avec l'équipe de Bulgarie depuis 2008. 
Il est convoqué pour la première fois en équipe de Bulgarie par le sélectionneur national Plamen Markov, pour un match amical contre la Serbie le 19 novembre 2008. Il entre à la 68e minute de la rencontre, à la place de Mikhaïl Venkov. Le match se solde par une défaite 6-1 des Bulgares.

## Palmarès
- Avec le CSKA Sofia
  - Vainqueur de la Coupe de Bulgarie en 2011

- Avec le Ludogorets Razgrad
  - Champion de Bulgarie en 2012, 2013, 2014, 2015, 2016 et 2017
  - Vainqueur de la Coupe de Bulgarie en 2012 et 2014
  - Vainqueur de la Supercoupe de Bulgarie en 2012 et 2014
  - Coupe de Bulgarie Finaliste : 2017